# Vidéodisque

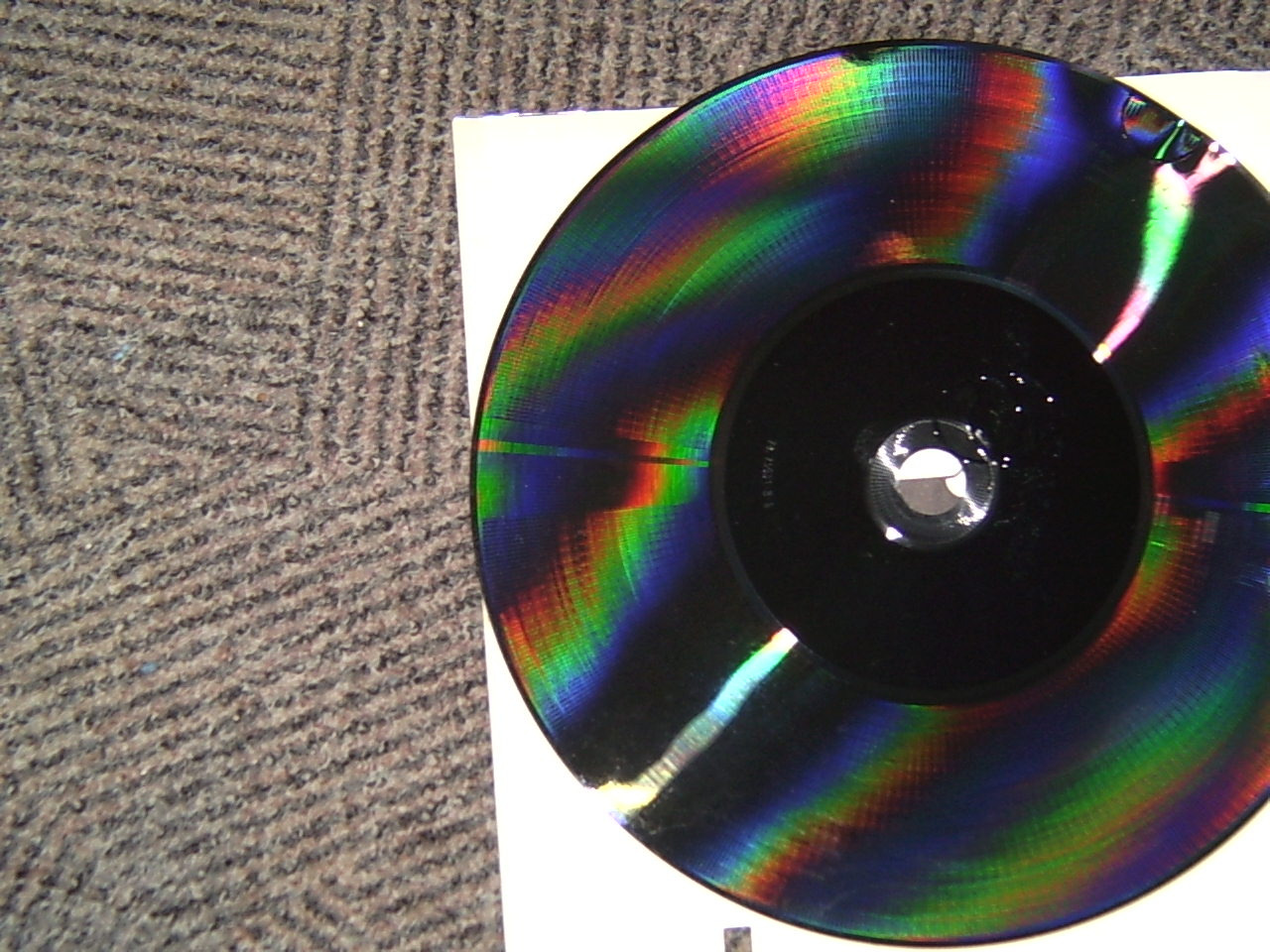
Laser disc

Le Vidéodisque ou Videodisc désigne différents types de supports plats et circulaires permettant de sauvegarder et relire des signaux vidéo et éventuellement audio, au format analogique et/ou numérique. 
Certains modèles professionnels ou destinés au marché grand public permettent d'enregistrer les signaux vidéo et vidéo provenant de chaînes de télévisions, autres lecteurs vidéo, caméras, caméscopes, jeux vidéo, etc.
Jusqu'à l'arrivée du DVD en 1996, le support disque pour la vidéo ne connait pas un très grand succès commercial, excepté provisoirement, celui du Laserdisc. La performance du magnétoscope à vidéocassette rivalise jusqu'au milieu des années 1990, face aux différents modèles de vidéodisques de type analogique. L'introduction de la technologie numérique et la possibilité d'enregistrement du DVD-R ou DVD+R puis réinscriptible DVD-RW/+RW, le support DVD remplace progressivement la vidéocassette. Avec le succès de la Haute Définition, le Blu Ray parvient à séduire une partie de la clientèle anciennement équipée en DVD mais à partir des années 2000, l'avènement des solutions multimédias basées sur Internet bouleverse les habitudes de consommation vidéo. Le streaming vidéo, l'IPTV et la VOD disponibles via les terminaux - box des opérateurs télécom, réduisent à partir des années 2000, l'intérêt pour la majorité des utilisateurs, de conserver des supports disque physiques et des appareils compatibles.
Parmi les types de vidéodisques successifs destinés au public, on compte notamment :
- Phonovision (1927) sur disque de cire ou alliage d'aluminium
- Phonovid (1965) sur disques vinyle
- Television Electronic Disc ou TED (1969) sur support magnétique
- VISC (1975) sur support magnéto-optique
- Discovision (1976) sur support magnéto-optique avec laser
- VidéoDisque (1977) enregistrable, sur support magnéto-optique laser
- Laserdisc (1978) uniquement lecteur, sur support optique laser
- SelectaVision (1980) uniquement lecteur, sur support optique laser
- CED videodisc (1981) uniquement lecteur, sur support optique laser
- Video High Density ou VHD (1983) uniquement lecteur, sur support optique laser
- Laserfilm (1984) uniquement lecteur, sur support optique laser
- CD Video (1987) uniquement lecteur, sur mini support optique laser
- Video Single Disc (1990) uniquement lecteur, sur mini support optique laser
- Vidéo CD (1993) numérique, uniquement lecteur, sur mini support optique laser
- MovieCD (1996) numérique, uniquement lecteur, sur mini support optique laser
- DVD Vidéo (1996) numérique, uniquement lecteur, sur mini support optique laser
- DVD-R ou DVD+R (1997) numérique, lecteur et enregistreur, sur mini support optique laser
- HD DVD (2006), lecteur enregistreur Haute Définition sur mini support magnéto-optique laser
- Disque Blu-ray ou Blu Ray Disc (2006), lecteur enregistreur Haute Définition sur mini support magnéto-optique laser

## Historique
Les études et expérimentations pour enregistrer un film sur disque et le lire avec la facilité d'un microsillon remontent à l'origine de la télévision durant les années 1920 par l'inventeur John Logie Baird. Il faut toutefois attendre les années 1960 pour que des fabricants produisent des prototypes destinés au grand public.
Les premiers développements en technologie optique datent de 1965, conjointement chez Philips et Thomson-CSF qui prirent les premiers brevets de lecture optique. Ces études amenèrent à un premier produit grand public chez Philips, et aux premières mémoires de masse informatiques à disque optique chez Thomson-CSF.
En 1978 Philips et MCA commercialisent le Laservision, premier système de disque vidéo grand public. Les disques font 30 cm de diamètre, proposent une durée de 30 ou 60 minutes par face et sa surface est lue par un stylet comme un disque microsillon. Il est concurrencé par les magnétoscopes qui apparaissent à la même époque et sont beaucoup moins onéreux et proposent des enregistrements beaucoup plus longs.
En 1981, RCA commercialise le CED videodisc, sorti tardivement après 17 années de mise au point, qui utilise un support type microsillon et une tête de lecture capacitive. Bien que meilleur marché et de 60 minutes par face, il ne réussit pas à concurrencer le Laserdisc qui n'a pas de problèmes d'usure.
Dans les années 1980, le format est amélioré et devient le CD-Vidéo (CDV). Il ne doit pas être confondu avec le Vidéo CD (VCD), un autre type de vidéodisque inventé en 1993 et qui restera peu usité en Europe et aux États-Unis. Le son du CD-Vidéo passe en numérique 44,1 kHz 16 bits, comme le CD audio. Il existe en deux autres tailles : vingt ou douze centimètres. Ces derniers, de la même taille qu'un CD audio, comportent une partie lisible par un simple lecteur CD et suffisamment de place pour cinq à huit minutes de vidéo, permettant de stocker un clip.
À la fin des années 1980, le CD-Vidéo est renommé Laserdisc.
Le Laserdisc sera supplanté par le DVD vidéo à partir de 1995 et finalement abandonné en 1998.